# GJ 1214 b
GJ 1214 b (Глизе 1214 b) также известна как Энайпоша (англ. Enaiposha) — экзопланета у звезды GJ 1214 в созвездии Змееносца. Первая обнаруженная суперземля у красного карлика. Находится на расстоянии 13 парсек или примерно 40 световых лет от Земли.
На апрель 2011 года, имела наименьшую большую полуось среди всех суперземель и, наряду с WASP-43 b, имеет наименьшую большую полуось среди всех экзопланет. Вторая из экзопланет после COROT-7 b, чьи масса и радиус были точно измерены и которые достоверно меньше, чем эти параметры у планет-гигантов Солнечной системы.
Планета находится достаточно близко к материнской звезде, а поскольку плоскость орбиты позволяет для наблюдателя ей проходить транзитом по диску своей звезды, её атмосфера может быть подробно изучена с помощью существующих технологий.

## Свойства планеты
Температура планеты рассчитана теоретически, и варьирует в пределах от 280 градусов Цельсия в случае нулевого альбедо (абсолютно тёмная планета), до 120 °C, если альбедо планеты равно альбедо Венеры.
Планета находится на расстоянии всего 0,014 а.е. (2,1 миллиона километров) от своей материнской звезды (то есть даже ближе, чем планета COROT-7 b к своей звезде, но GJ 1214 относится к красным карликам и излучает света в 350 раз меньше Солнца).
Один год на планете длится 36 часов.
Масса планеты составляет примерно 6,55 масс Земли, в то же время диаметр планеты превышает земной более чем в 2,5 раза. Вследствие низкой плотности гравитация на планете несколько ниже земной. Сила тяжести оценивается в 0,91 g (8,92 м/с2). Примерно такую же гравитацию имеет Венера.

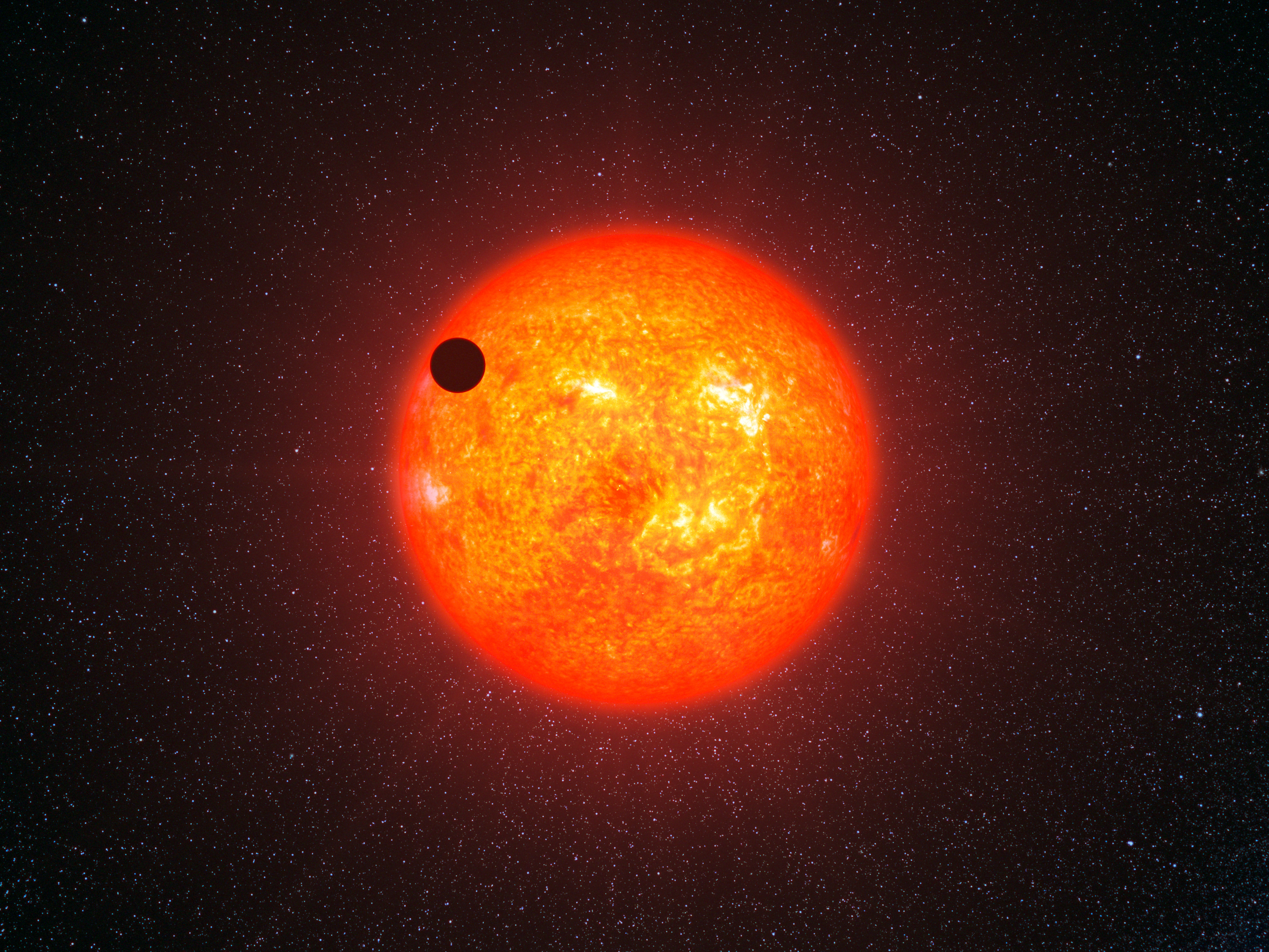
Авторское представление о транзите GJ 1214 b перед своей звездой

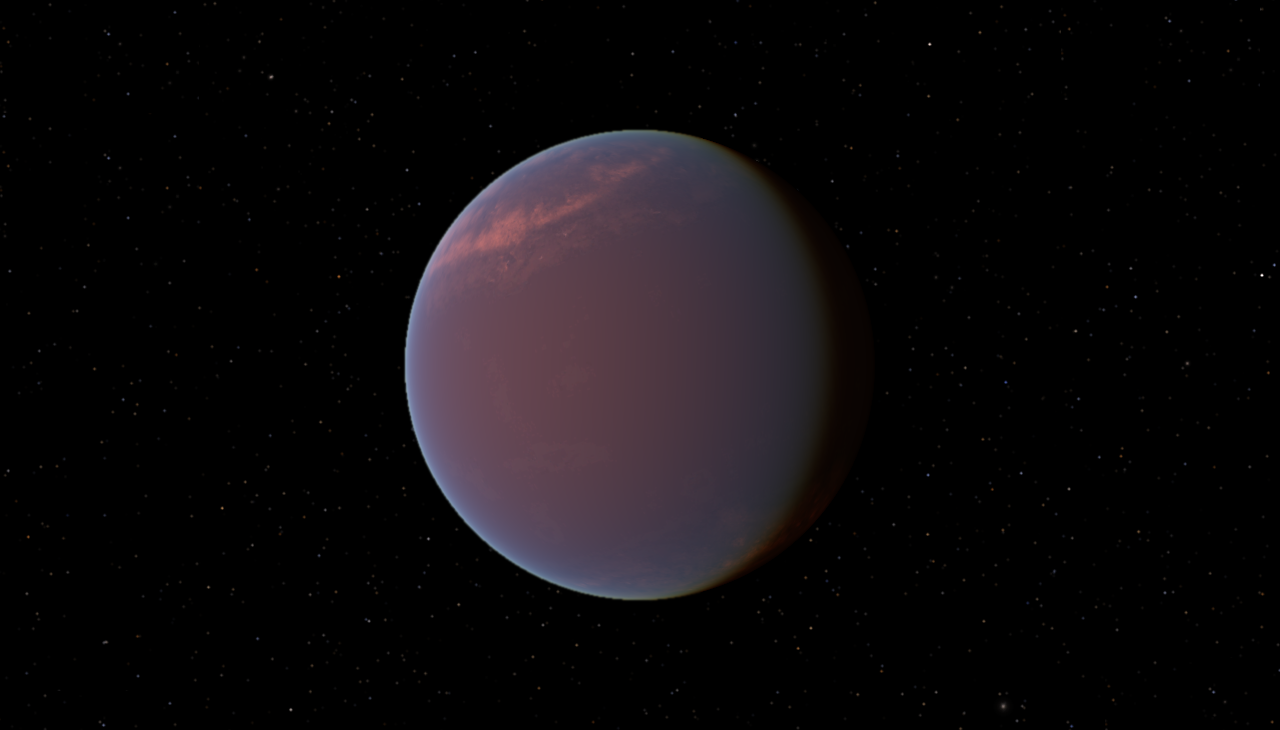
Скриншот из программы Celestia

По массе и радиусу планеты предполагалось, что она состоит по массе на 75 % из воды и на 25 % из каменистых материалов и железа, а атмосфера планеты содержит водород и гелий и составляет 0,05 % массы планеты. Однако в феврале 2012 года группа астрономов из Гарвард-Смитсонианского центра астрофизики заявили, что атмосфера планеты состоит из густого водяного пара с небольшой примесью гелия и водорода. Такой вывод они сделали, изучая с помощью телескопа Хаббл изменение спектра излучения звезды при прохождении его через атмосферу планеты. Однако, учитывая высокую температуру на поверхности планеты (около 200 градусов Цельсия), учёные считают, что вода на планете находится в таких экзотических состояниях, как горячий лёд и «супержидкая вода», которые не встречаются на Земле. 1 января 2014 года стало известно, что в результате новых исследований атмосферы планеты, проведённых с беспрецедентной точностью, не удалось обнаружить следов никаких молекулярных соединений — ни воды, ни метана, ни азота, ни угарного или углекислого газа.
Возраст планетной системы оценивается в несколько миллиардов лет, поэтому учёные предполагают, что планета за это время потеряла большое количество летучих компонентов и текущее её состояние не может быть первичным.

## Открытие
Планета была открыта транзитным методом 16 декабря 2009 года в обсерватории имени Уиппла, США. Масса измерена на спектрографе HARPS.